# Liste des centrales électriques au Kenya
La page suivante répertorie les centrales électriques au Kenya par source d’énergie en projet ou en activité.

## Géothermie
| Station                            | Emplacement                                  | Capacité (MW) | Remarques        |
| ---------------------------------- | -------------------------------------------- | ------------- | ---------------- |
| Centrale géothermique Olkaria I    | 0°53′36″S 36°18′30″E / 0.89333°S 36.30833°E  | 185.          |                  |
| Centrale géothermique Olkaria II   | 0°51′49″S 36°18′00″E / 0.86361°S 36.30000°E  | 105           |                  |
| Centrale géothermique Olkaria III  | 0°52′30″S 36°18′00″E / 0.87500°S 36.30000°E  | 139.          |                  |
| Centrale géothermique Olkaria IV   | 0°51′49″S 36°18′00″E / 0.86361°S 36.30000°E  | 140.          |                  |
| Centrale géothermique Olkaria V    | 0°51′49″S 36°18′00″E / 0.86361°S 36.30000°E  | 158.          |                  |
| Centrale géothermique Akiira One   | 00°56′00″S 36°18′00″E / 0.93333°S 36.30000°E | 70.           | Prévu.           |
| Centrale géothermique Menengai I.  | 00°11′35″S 36°04′12″E / 0.19306°S 36.07000°E | 35            | En développement |
| Centrale géothermique Menengai II  | 00°11′46″S 36°03′47″E / 0.19611°S 36.06306°E | 35            | En développement |
| Centrale géothermique Menengai III | 00°11′43″S 36°04′54″E / 0.19528°S 36.08167°E | 35.           | En développement |

## Hydro-électrique
| Station                                                                          | Location                                       | Type                             | Capacity (MW) | Commissioned |
| -------------------------------------------------------------------------------- | ---------------------------------------------- | -------------------------------- | ------------- | ------------ |
| Centrale hydroélectrique de Gitaru anglais : Gitaru Hydroelectric Power Station. | 00°47′43″S 37°45′09″E / 0.79528°S 37.75250°E   | Lac de barrage                   | 225.          | 1999         |
| Kiambere Power Station                                                           |                                                | Lac de barrage                   | 165           | 1988         |
| Centrale hydroélectrique de Kindaruma                                            | 00°48′38″S 37°48′46″E / 0.81056°S 37.81278°E . | Lac de barrage                   | 72.           | 1968.        |
| Centrale hydroélectrique de Masinga                                              | 00°53′21″S 37°35′40″E / 0.88917°S 37.59444°E   | Reservoir                        | 40.           | 1981         |
| Gogo Power Station                                                               |                                                | Lac de barrage                   | 2.0           | 1957         |
| Centrale hydroélectrique de Kamburu                                              | 00°48′21″S 37°41′08″E / 0.80583°S 37.68556°E   | Lac de barrage                   | 93            | 1974         |
| Mesco Power Station                                                              |                                                | Lac de barrage                   | 0.4           | 1930         |
| Ndula Hydroelectric Power Station.                                               | 01°01′35″S 37°14′36″E / 1.02639°S 37.24333°E   | Lac de barrage                   | 2.0           | 1924         |
| Sagana Power Station                                                             |                                                | Lac de barrage                   | 1.5           | 1956         |
| Sang'oro Hydroelectric Power Station.                                            | 00°21′13″S 34°48′48″E / 0.35361°S 34.81333°E . | Hydroélectricité au fil de l'eau | 21.2          | 2013         |
| Sondu Miriu Hydroelectric Power Station.                                         | 00°20′33″S 34°51′08″E / 0.34250°S 34.85222°E   | Hydroélectricité au fil de l'eau | 60            | 2007.        |
| Tana Hydroelectric Power Station.                                                | 00°47′08″S 37°15′55″E / 0.78556°S 37.26528°E   | Lac de barrage                   | 20.           | 2010         |
| Turkwel Hydroelectric Power Station                                              | 01°55′00″N 35°20′30″E / 1.91667°N 35.34167°E   | Lac de barrage                   | 106           | 1991         |
| Wanjii Hydroelectric Power Station.                                              | 00°44′58″S 37°10′29″E / 0.74944°S 37.17472°E   | Lac de barrage                   | 7.4           | 1952         |
| Sosiani Power Station                                                            |                                                | Reservoir                        | 0.4           | 1955         |

## Combustibles fossiles: pétrole, charbon et gaz
| Station                           | Emplacement                                  | Type                  | Capacité (MW) | Commissionné     |
| --------------------------------- | -------------------------------------------- | --------------------- | ------------- | ---------------- |
| Centrale thermique de Kipevu I    | 4°2′S 39°38′E / 4.033°S 39.633°E             | Fioul lourd           | 63            |                  |
| Centrale thermique de Tsavo       | 4°2′S 39°38′E / 4.033°S 39.633°E             | Fioul lourd           | 75.           | 2001             |
| Centrale thermique de Nairobi Sud | 1°17′S 36°49′E / 1.283°S 36.817°E            | Fioul lourd           | 109           | 1997             |
| Centrale thermique Gulf Energy    | 01°27′30″S 37°00′14″E / 1.45833°S 37.00389°E | Fioul lourd           | 80.           | 2014             |
| Centrale à charbon de Lamu        | 2°17′S 40°51′E / 2.283°S 40.850°E            | Charbon               | 960.          | En développement |
| Centrale thermique de Biojoule    | 0°42′S 36°26′E / 0.700°S 36.433°E            | Biogaz                | 2.6.          | 2015             |
| Centrale thermique de Baringo     | 0°31′S 35°45′E / 0.517°S 35.750°E            | Biogaz                | 10,8.         | 2015             |
| Centrale thermique de Thika.      | 03°56′S 39°40′E / 3.933°S 39.667°E           | Fioul lourd           | 87            | 2012             |
| Centrale thermique de Rabai.      | 03°56′S 39°40′E / 3.933°S 39.667°E           | Fioul lourd           | 90            | 2009             |
| Centrale thermique de Dongo Kundu | 04°04′S 39°37′E / 4.067°S 39.617°E           | Gaz naturel liquéfié. | 700           | Annulé 2016.     |

## Éolien
| Station                           | Emplacement                                  | Capacité (MW) | Commissionné   | Remarques |
| --------------------------------- | -------------------------------------------- | ------------- | -------------- | --------- |
| Centrale éolienne de Ngong Hills. | 01°22′52″N 36°38′08″E / 1.38111°N 36.63556°E | 25,5.         | 1993           |           |
| Parc éolien du lac Turkana        | 02°43′33″N 36°48′06″E / 2.72583°N 36.80167°E | 310.          | 2018           |           |
| Centrale éolienne de Kajiado.     | 01°26′40″S 36°39′15″E / 1.44444°S 36.65417°E | 100.          | TBA            | Prévu     |
| Centrale éolienne de Meru.        | 00°19′47″N 37°35′30″E / 0.32972°N 37.59167°E | 400           | 2017 (prévu)   | Prévu     |
| Centrale éolienne de Lamu.        | 02°24′59″S 40°44′32″E / 2.41639°S 40.74222°E | 90            | 2020 (attendu) | Prévu     |

## Solaire
| Centrale solaire             | Communauté       | Coordonnées                                  | Capacité (mégawatts) | Année complétée | Propriétaire                               | Remarques |
| ---------------------------- | ---------------- | -------------------------------------------- | -------------------- | --------------- | ------------------------------------------ | --------- |
| Centrale solaire de Garissa. | Comté de Garissa | 00°18′58″S 39°41′53″E / 0.31611°S 39.69806°E | 55                   | 2017            | Autorité d'électrification rurale du Kenya |           |